# Franz Sagmeister
Franz Sagmeister (ur. 21 października 1974 w Garmisch-Partenkirchen) – niemiecki bobsleista, dwukrotny medalista mistrzostw świata.

## Kariera
Największy sukces w karierze osiągnął w 2003 roku, kiedy wspólnie z René Spiesem wywalczył brązowy medal podczas mistrzostw świata w Lake Placid. Był to jednak jego jedyny medal wywalczony na międzynarodowej imprezie tej rangi. W tej samej konkurencji wywalczył także srebrny medal na mistrzostwach Europy w Königssee w 2001 roku oraz brązowy na rozgrywanych cztery lata później mistrzostwach Europy w Altenbergu. W 2002 roku wystąpił na igrzyskach olimpijskich w Salt Lake City, zajmując szóste miejsce w dwójkach, a rywalizacji w czwórkach nie ukończył.